# Roman Brandstaetter

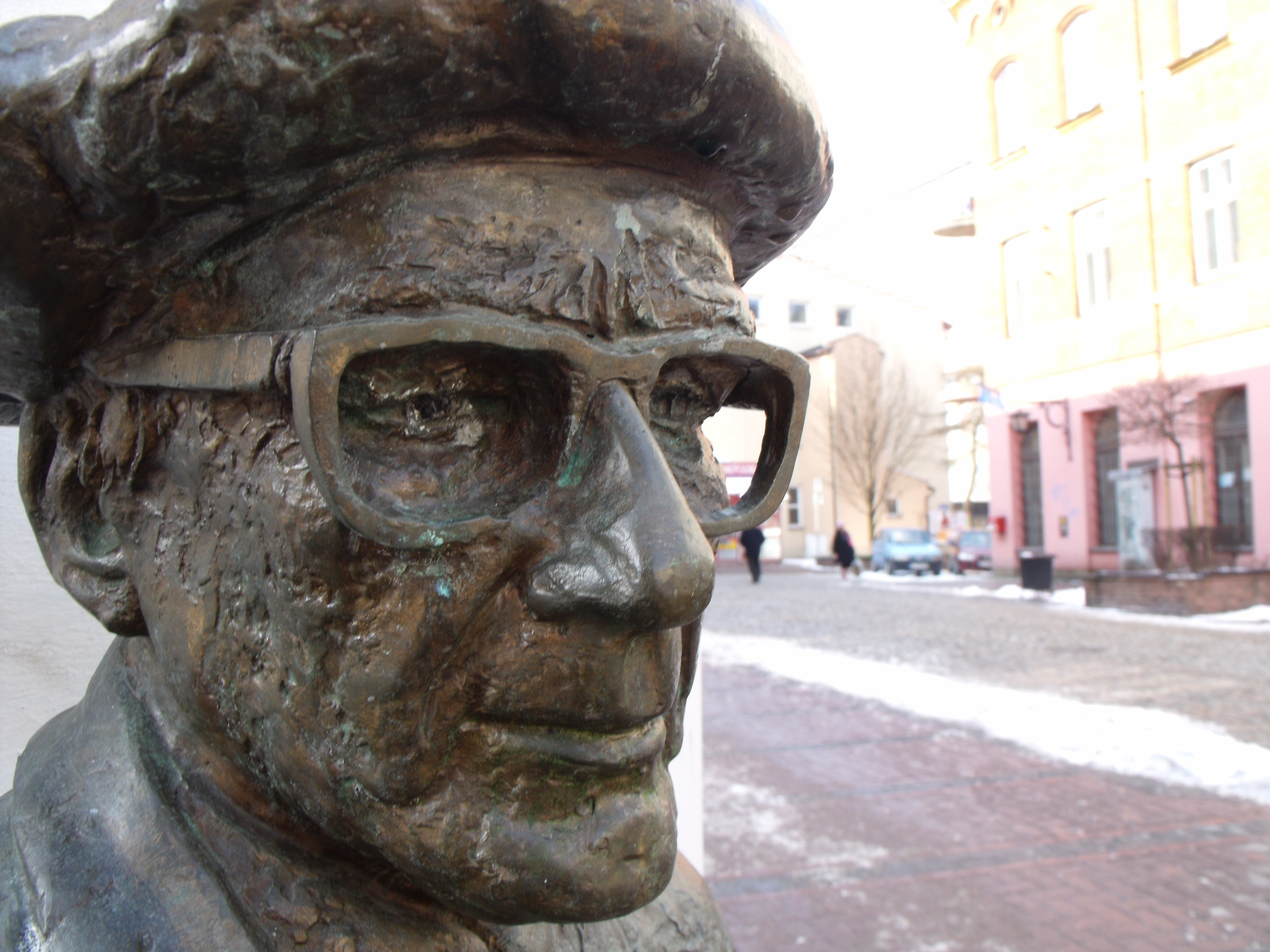
Pomnik pisarza w Tarnowie

Roman Brandstaetter (ur. 3 stycznia 1906 w Tarnowie, zm. 28 września 1987 w Poznaniu) – polski pisarz, poeta, dramaturg i tłumacz. Znawca Biblii.

## Życiorys

### Dzieciństwo i edukacja
Roman Brandstaetter urodził się w żydowskiej rodzinie inteligenckiej jako syn Ludwika i Marii z domu Brandstaetter. Jego dziadek, Mordechaj Dawid Brandstaetter (1844–1928), był właścicielem tłoczni oleju lnianego w Tarnowie, jak również znanym twórcą literatury hebrajskojęzycznej, autorem wielu opowiadań i nowel.
Brandstaetter ukończył szkołę powszechną oraz Gimnazjum Męskie w Tarnowie, a egzamin dojrzałości zdał w 1924 w Krakowie. Tam też studiował filozofię i filologię polską na Uniwersytecie Jagiellońskim. W czasie studiów zadebiutował jako poeta, publikując w 1926 na łamach Kuriera Literacko-Naukowego wiersz Elegia o śmierci Sergiusza Jesienina. Tego samego roku w Nowej Reformie ogłosił wiersz pt. Piłsudski. Kolejne wiersze i artykuły pisał do Głosu Prawdy, Gazety Polskiej i innych czasopism. W 1928 wydał pierwszy tom poezji pod tytułem Jarzma.
Po ukończeniu studiów przebywał w latach 1929–1931 na rządowym stypendium w Paryżu, gdzie prowadził badania nad działalnością polityczno-społeczną Adama Mickiewicza. Praca ta zaowocowała tytułem doktora filozofii, który otrzymał w 1932.

### Praca w okresie międzywojennym
Powróciwszy z Paryża, zamieszkał w Warszawie, gdzie przez rok pracował jako nauczyciel języka polskiego i gdzie podjął pracę literacką oraz publicystyczną, drukując w Kurierze Literacko-Naukowym i Miesięczniku Żydowskim. Wydał również szkice historyczno-literackie: Legion żydowski Adama Mickiewicza  (1932), Moszkopolis (1932), Wybryki antyżydowskie studentów Uniwersytetu Wileńskiego w r. 1815 (1932), a następnie Tragedie Juliana Klaczki (1933), tomik poezji Węzły i miecze (1933) oraz zbiór pamfletów Zmowa eunuchów (1936).
W 1935 odwiedził Turcję, Grecję i Palestynę.

### Pierwsze małżeństwo
Krótko po wybuchu II wojny światowej Roman Brandstaetter przeniósł się do Wilna, gdzie w 1940 poślubił Tamarę Karren, Żydówkę, którą poznał wcześniej w Warszawie. Po kilkumiesięcznym pobycie w Wilnie (w czasie którego zainteresowało się nim NKWD), dzięki staraniom rodziny żony, oboje udali się do Jerozolimy poprzez Moskwę, Baku, Iran i Irak. W tym czasie powstał pierwszy z dramatów Brandstaettera zatytułowany Kupiec warszawski (1940/1941). W Jerozolimie autor początkowo współpracował z hebrajskimi wydawnictwami, prasą i teatrem. Następnie, dzięki pomocy profesora Stanisława Kota, który był nauczycielem Brandstaettera na Uniwersytecie Jagiellońskim, otrzymał posadę w nasłuchu radiowym Polskiej Agencji Telegraficznej, gdzie pracował aż do czasu swojego wyjazdu z Palestyny.
W okresie 1941–1946, napisał pięć kolejnych dramatów, których nigdy nie wystawił na scenie. Wtedy też powstał Powrót syna marnotrawnego. Czas pobytu Brandstaettera w Jerozolimie był okresem przełomowym w jego życiu, gdyż wtedy przeszedł na wiarę katolicką. Przeżycie to opisał później w opowiadaniu Noc biblijna zamieszczonym w zbiorze Krąg biblijny. W 1946 rozszedł się z żoną Tamarą na mocy tzw. przywileju św. Pawła, który – na podstawie 1 Kor 7,12-15 – umożliwia przeprowadzenie rozwodu, jeśli jeden z małżonków przyjmuje chrzest, a drugi zdecydowanie pozostaje wyznawcą religii niechrześcijańskiej oraz nie zamierza pozostawać w związku małżeńskim z ochrzczonym.

### Wyjazd do Włoch
W 1946 Brandstaetter wyjechał do Egiptu. Stamtąd przybył do Rzymu, gdzie 15 grudnia 1946 przyjął chrzest z rąk oo. paulinów, a 21 grudnia 1946 w tamtejszym kościele paulinów poślubił Reginę (Irenę) Wiktor herbu Brochwicz z Woli Sękowej, sekretarkę ambasadora polskiego w Rzymie, profesora Stanisława Kota. W latach 1947–1948 pełnił funkcję attaché kulturalnego przy ambasadzie RP w Rzymie. W 1948 zorganizował tam uroczystości z okazji 100. rocznicy założenia Legionu Mickiewicza.
We Włoszech, zainspirowany postacią św. Franciszka i pięknem Asyżu, napisał prozatorskie Kroniki Assyżu (1947) oraz misterium Teatr Świętego Franciszka (1947). Tutaj też stworzył kolejne dramaty: Oedipus (1946), Noce narodowe (1946/1947) i Przemysław II (1948).

### Praca w powojennej Polsce
Po powrocie do Polski w 1948 zamieszkał w Poznaniu, gdzie otrzymał posadę kierownika literackiego Teatru Polskiego, a następnie Teatru Wielkiego. Pełnił również funkcję wiceprezesa Oddziału Poznańskiego Związku Zawodowego Literatów Polskich. W 1950 Brandstaetter przeniósł się do Zakopanego, gdzie spędził 10 lat jako przewodniczący Rady Kultury przy Miejskiej Radzie Narodowej. Mieszkał w Zakopanem w willi "Texas" należącej do Janusza Meissnera, na zasadzie kwaterunku. W tym samym roku został członkiem Polskiego PEN Clubu. W 1951 napisał libretto do opery Tadeusza Szeligowskiego Bunt żaków. 
Przetłumaczył pięć dramatów Williama Shakespeare’a: Hamleta (1952), Króla Ryszarda III (1953), Kupca weneckiego (1953), Antoniusza i Kleopatrę (1958) oraz Króla Henryka IV. Część 1 (1962), motywy szekspirowskie pojawiają się też w twórczości własnej Brandstaettera. Pierwsza inscenizacja jego przekładu Hamleta odbyła się w Teatrze Starym w Krakowie w 1956 r. w reżyserii Romana Zawistowskiego. W 1956 został członkiem korespondentem francuskiej Academie Rhodanienne des Lettres.
W 1960 Brandstaetter powrócił do Poznania i oddał się wyłącznie pracy literackiej. Stworzył tam kolejne dramaty, wydawał nowe tomy poezji oraz rozpoczął nowy cykl przekładów biblijnych z języka hebrajskiego. Następnie zajął się tłumaczeniem ksiąg Nowego Testamentu, z których udało mu się ukończyć przed śmiercią cztery Ewangelie, Dzieje Apostolskie oraz Apokalipsę i Listy św. Jana.
W tym okresie powstało też najwybitniejsze dzieło prozatorskie Brandstaettera, czterotomowa powieść historyczna Jezus z Nazarethu (1967–1973). W 1972 Brandstaetter wydał opowiadanie Ja jestem Żyd z Wesela, a następnie ukazały się również trzy zbiory miniatur literackich: Krąg biblijny (1975), Inne kwiatki św. Franciszka z Asyżu (1976), Bardzo krótkie opowieści (1978), oraz Bardzo krótkie i nieco dłuższe opowieści (1984). Wiele jego tekstów zostało opublikowanych w pismach katolickich, takich jak Przewodnik Katolicki, W drodze czy Tygodnik Powszechny.
23 sierpnia 1980 roku dołączył do apelu 64 uczonych, pisarzy i publicystów do władz komunistycznych o podjęcie dialogu ze strajkującymi robotnikami.

### Śmierć

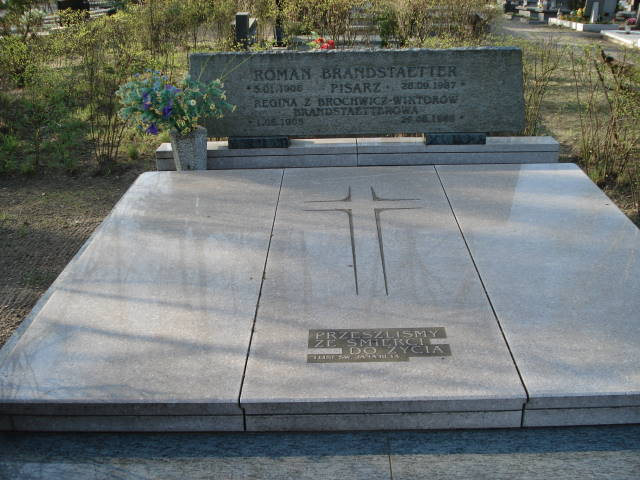
Nagrobek Reginy i Romana Brandstaetterów

Zmarł na zawał serca 28 września 1987. Został pochowany na cmentarzu komunalnym na Miłostowie w Poznaniu, obok swej zmarłej w 1986 żony Reginy (z d. Brochwicz-Wiktor). Mszę pogrzebową w kościele dominikanów celebrował arcybiskup Jerzy Stroba. Telegram kondolencyjny wystosował papież Jan Paweł II.
Po jego śmierci ukazały się niepublikowane dotąd dzieła: wiersze Hamlet i łabędź (1988), krótkie opowiadania Przypadki mojego życia (1988) oraz prozę Moja podróż sentymentalna i inne opowiadania (1994).
Imię Romana Branstaettera noszą ulice w Poznaniu i Tarnowie oraz jedyne w Polsce Gimnazjum nr 11 w Tarnowie, które było także inicjatorem i fundatorem jego pomnika przy ul. Wałowej w Tarnowie.

## Nagrody
Brandstaetter był laureatem wielu nagród literackich, takich jak Nagroda Polskiego PEN Clubu za przekłady hebrajskie (1973), Nagroda Literacka miasta Poznania (1974), Nagroda Ministra Kultury i Sztuki (1978), Nagroda im. Herdera (1987). Otrzymał w 1951 (wraz z kompozytorem) Państwową Nagrodę Artystyczną I Stopnia za libretto do opery Tadeusza Szeligowskiego Bunt żaków. W podzięce za zasługi wniesione w dziedzinie kultury, otrzymał w 1957 godność Honorowego Obywatela Zakopanego. W 1958 otrzymał Nagrodę im. W. Pietrzaka za całokształt twórczości literackiej. W 1980 został wybrany na przewodniczącego Społecznego Komitetu Budowy Pomnika Poznańskiego Czerwca 1956 Roku.
W 1987 przyjaciele Brandstaettera, m.in. Józef Andrzej Gierowski podejmowali starania o nominowanie Jezusa z Nazaretu do literackiej Nagrody Nobla. Starania te przerwała śmierć pisarza. Brandstaetter został odznaczony Krzyżem Oficerskim Orderu Odrodzenia Polski i Krzyżem Kawalerskim Orderu Odrodzenia Polski (1955).

## Twórczość

### Dramat
- Kupiec warszawski (1940/1941)
- Przemysław II (1948)
- Powrót syna marnotrawnego (1948)
- Ludzie z martwej winnicy (1950)
- Upadek kamiennego domu (1950)
- Milczenie (1951)
- Król i aktor (1951)
- Józef Sułkowski (1952)
- Kopernik (1953)
- Znaki wolności (1953)
- Dramat księżycowy (1954)
- Król Stanisław August (1956)
- Odys płaczący (1956)
- Teatr świętego Franciszka (1958/60)
- Medea (1959)
- Cisza (1960)
- Ślepa ulica (1961)
- Śmierć na wybrzeżu Artemidy (1961)
- Dzień gniewu (1962)
- Zmierzch demonów (1964)
- Pokutnik z Osjaku (1979)

### Poezja
- Jarzma (1928)
- Węzły i miecze (1933)
- Królestwo Trzeciej Świątyni (1934)
- Jerozolima światła i mroku" - poemat (1935)
- Winogrona Antygony (1956)
- Faust Zwyciężony (1958)
- Pieśń o moim Chrystusie (1960)
- Hymny Maryjne (1963)
- Dwie Muzy (1965)
- Księga modlitw (1985)
- Pieśń o życiu i śmierci Chopina (1987)
- Księga modlitw starych i nowych (1987)
- Hamlet i łabędź (1988)

### Proza
- Zmowa eunuchów (1936)
- Ja jestem Żyd z „Wesela” (1972)
- Jezus z Nazarethu (1967–1973)
- Moja podróż sentymentalna i inne opowiadania (1994)
- Przypadki mojego życia (1988)[15]

### Szkice historyczno-literackie
- Legion żydowski Adama Mickiewicza  (1932)
- Moszkopolis (1932)
- Wybryki antyżydowskie studentów Uniwersytetu Wileńskiego w r. 1815 (1932)
- Tragedie Juliana Klaczki (1933)
- Krąg biblijny (1975)

### Przekłady
Szekspir:
- Hamlet (1950)
- Król Ryszard III (1950)
- Kupiec wenecki (1952)
- Antoniusz i Kleopatra (1958)

Przekłady biblijne:
- Pieśń nad pieśniami (1959),
- Antologia poezji Starego Przymierza (1964),
- Cztery poematy biblijne (1964),
- Psałterz (1968)
- Ewangelie
- Dzieje Apostolskie
- Apokalipsa
- Listy św. Jana

### Brandstaetter w piosenkach
- 2002: Stanisław Sojka Soykanova – tekst w utworze „Kuszenie na pustyni”